# Torcedor

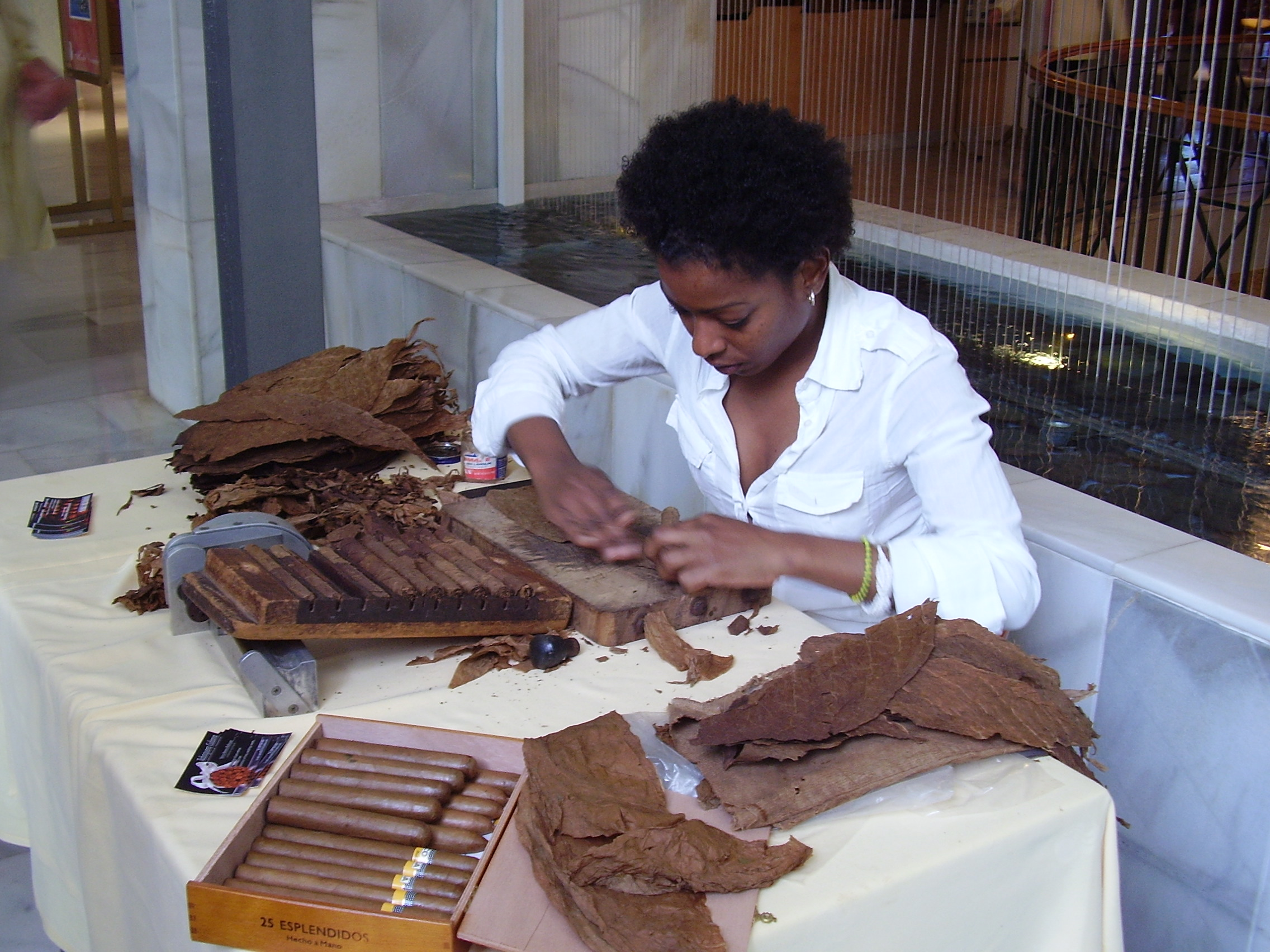
Torcedor przy pracy

Torcedor (z hiszp. Torcer tzn. skręcać) – osoba lub wykwalifikowany pracownik fabryki cygar, która całkowicie ręcznie wyrabia cygara: począwszy od ułożenia wkładki (tripa) z całych liści tytoniowych, poprzez zwinięcie w zawijacz (capote) i założenie liścia okrywowego (capa).